# Эмонс, Фрисо
Фрисо Эмонс (нидерл. Friso Emons; род. 5 октября 1998 года) — нидерландский шорт-трекист, серебряный призёр чемпионата мира 2022 года, чемпион Европы 2021 года. 

## Спортивная карьера
Фрисо Эмонс родился в Тилбурге в семье отца Питера и матери Аннемари, а также сестры Карлейн. Он занялся шорт-треком в возрасте 8 лет. После школы он садился на поезд до Дордрехта на тренировку по шорт-треку и возвращался домой только около семи часов вечера. Уже в 2008 году он участвовал в детских соревнованиях. 
В январе 2014 года он занял 2-е место в общем зачёте на национальном чемпионате Нидерландов среди юниоров. В возрасте 17-ти лет Фрисо покинул семейный дом и в составе TeamNL поселился в Херенвене. В 2017 году Эмонс участвовал впервые на юниорском чемпионате мира в Инсбруке и занял 20-е место в общем зачёте многоборья, а в марте на национальном чемпионате среди юниоров старше 18 лет завоевал золотую медаль в общем зачёте. 
Через год на чемпионате мира среди юниоров в Томашув-Мазовецком в составе эстафетной команды завоевал бронзовую медаль и занял 8-е место в общем зачёте. В марте 2018 года Эмонс выиграл в финале кубка Европы среди юниоров в общем зачёте, проходящем в латвийском Вентспилсе. В январе 2019 года на чемпионате Нидерландов он занял 2-е место в беге на 3000 м, 5-е на 1500 м и 6-е на 1000 м, что в итоге принесло ему 5-е место в общем зачёте. Осенью дебютировал на Кубке мира.  
В декабре 2019 года на чемпионате Нидерландов по конькобежному спорту на отдельных дистанциях Фрисо занял 8-е место в масс-старте. В начале января 2020 года Эмонс занял 3-е места на дистанциях 1000 м и 1500 м на чемпионате Нидерландов, но в общем зачёте занял 4-е место. Через год он поднялся на 3-е место на национальном чемпионате и следом дебютировал на чемпионате Европы в Дебрецене, где сразу выиграл золотую медаль в эстафете.
В декабре 2021 года Фрисо занял только 7-е место в общем зачёте на чемпионате Нидерландов и не смог квалифицироваться на олимпиаду в Пекине, но позже попал в сборную для участия в чемпионате мира. В апреле на чемпионате мира в Монреале вместе с командой он завоевал серебряную медаль в эстафете.